# Garcinia humilis
Garcinia humilis är en tvåhjärtbladig växtart som först beskrevs av Vahl, och fick sitt nu gällande namn av Charles Dennis Adams. Garcinia humilis ingår i släktet Garcinia och familjen Clusiaceae. Inga underarter finns listade i Catalogue of Life.

## Bildgalleri

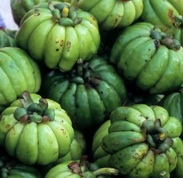
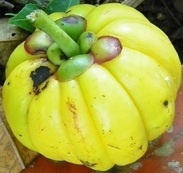
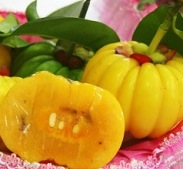
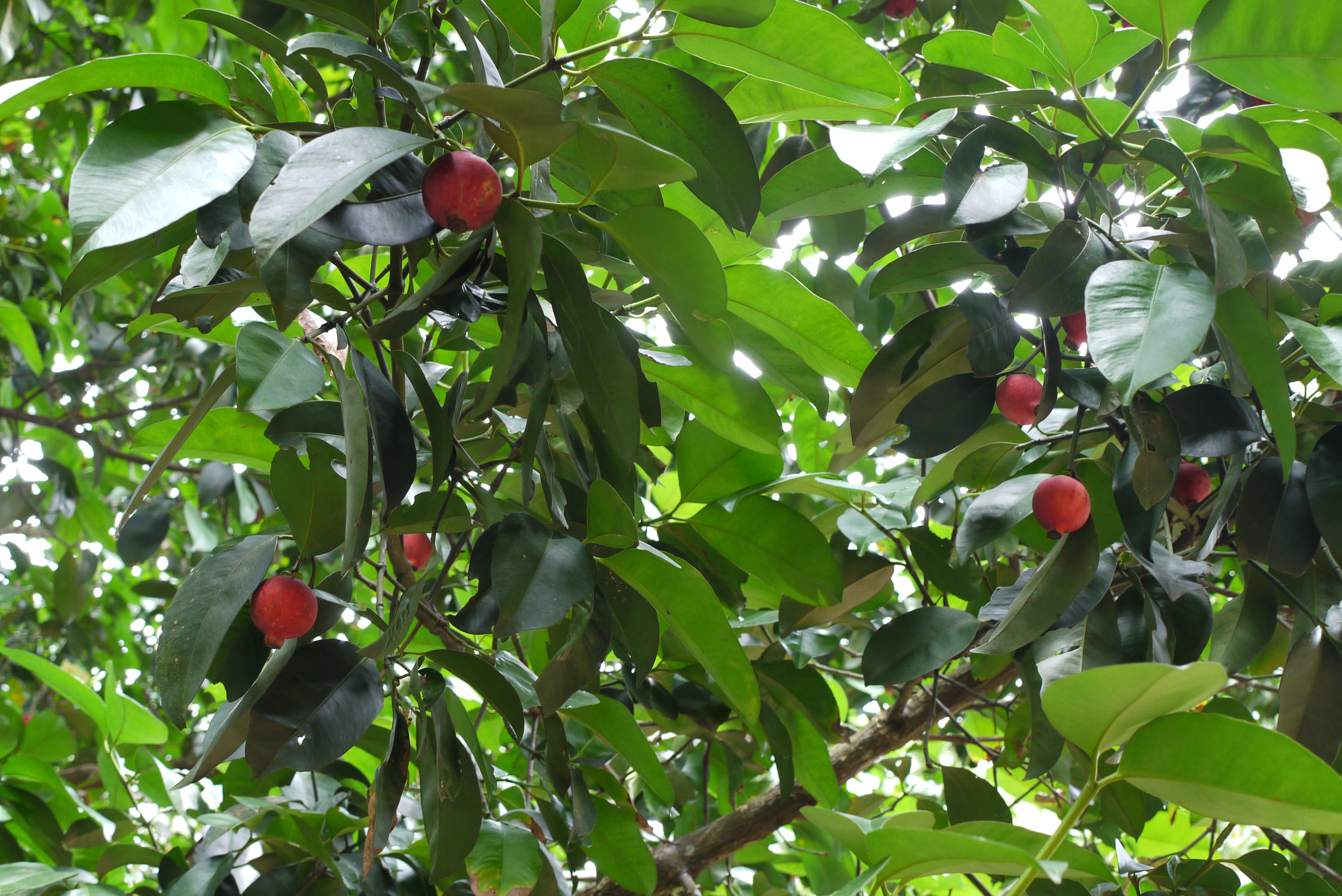